# Calophasia opalina
Calophasia opalina là một loài bướm đêm trong họ Noctuidae.